# Sekularisering
För andra betydelser, se Sekulär.
Sekularisering (av latin sæcularis = som hör till seklet, det vill säga till de till tiden avgränsade, jordiska eller världsliga förhållandena) är ett begrepp med flera betydelser: 
(1) I juridisk mening avses utveckling mot en sekulär stat, det vill säga en irreligiös stat (men inte ett irreligiöst samhälle). Lagstiftningen förändras, från att ha baserats på en religion till att vara neutral i trosfrågor. 
(2) En annan betydelse är ökad sekularism, vilket innebär att religion blir en privat angelägenhet. Religiösa symboler och uttryck tas bort från det offentliga rummet, inom ramen för religionsfrihet och yttrandefriheten. 
(3) En tredje betydelse är att allt färre i samhället ser sig som religiösa.

## Sverige
Sverige ses som ett i hög grad sekulariserat samhälle, även om en majoritet (55 %) fortfarande tillhör Svenska kyrkan, ett samfund som fram till separationen mellan kyrka och stat år 2000 var en del av staten. Sedan dess saknar Sverige statsreligion och statskyrka.
Från att svensk skolundervisning historiskt varit kyrkans ansvar, stadgar dagens lagstiftning att undervisningen ska vara icke-konfessionell. Med hänvisning till Europakonventionens princip om religionsfrihet får fristående skolor och förskolor visserligen ha en konfessionell inriktning, men även där ska den obligatoriska undervisningen vara icke-konfessionell.
Enligt en Sifo-undersökning 2000 trodde 46 % av 1 000 telefonintervjuade att det finns en högre makt och 13 % att det finns en gud, vilket är lågt både internationellt och i Europa. Konfirmationsstatistiken inom Svenska kyrkan visar att drygt 24 procent av alla 15-åringar konfirmerade sig år 2017. Detta är en kraftig minskning från 51 procent av 15-åringarna 1995 och hela 80 procent år 1970. Så raderas alltmer av religiösa sedvänjor.
Samtidigt som svenskar i allt lägre grad har en gudstro eller tillhör ett trossamfund, tror ungefär hälften på andar och högre väsen, vilket är högt även i ett europeiskt sammanhang. Att ha sin egen tro, oberoende av ett trossamfund, är också ett uttryck för sekularisering.

## Tyskland
Sekularisering eller sekularisation kallades också kyrkliga besittningars och rättigheters överflyttning till världsliga innehavare som furstar, städer eller andra myndigheter, varvid vissa biskopar, ärkebiskopar, abbedissor (se exempelvis Quedlinburg) med flera miste sin ställning som världsliga furstar i furstendömen (som furstbiskop, furst-ärkebiskop osv.).
Den första sekulariseringen skedde efter reformationen. Napoleonkrigen påskyndade och slutförde denna process ungefär 200 år senare i de tyska staterna efter att Tysk-romerska rikets avskaffats 1806, varefter inga självständiga (suveräna) kyrkliga furstendömen där längre fanns kvar. Påven är dock än idag samtidigt en världslig furste.